# T. Tamamoto
T. Tamamoto, nato Tsunetaro Sugimoto (1879 – New York, 28 settembre 1924), è stato un attore giapponese dell'epoca del muto.
Alternò il teatro al cinema: la sua carriera si svolse principalmente a New York, dove si trovavano i teatri di Broadway ma dove si trovava anche la sede della Edison, la casa di produzione per la quale Tamamoto lavorava.
L'attore usò diversi nomi, tra cui Thomas Tommamato e T. Tamamato.

## Biografia
Già attore della compagnia teatrale imperiale giapponese, Tamamoto - che era nato in Giappone - lavorò nel cinema muto statunitense, girando dal 1914 al 1919 una trentina di pellicole. All'epoca, erano pochissimi gli attori non "bianchi" che apparivano sullo schermo. Di solito, si truccavano gli interpreti che ricoprivano, da film a film, parti di orientali, o sudamericani, o di arabi, o, nel caso di afro-americani, si usava spesso il makeup teatrale del blackface o, comunque, quello di un attore bianco che veniva truccato da nero. Tamamoto fu uno dei pochi attori cinematografici giapponesi a lavorare nel cinema americano. I suoi tratti orientali gli valsero indifferentemente ruoli di personaggi cinesi o giapponesi. Preferibilmente, gli venivano affidati parti di caratterista, spesso di valletto o maggiordomo, ma anche di dignitario o di personaggio orientale ambiguo, come il tenutario di una sala da oppio nel serial della Edison The Man Who Disappeared.
A teatro, il nome di Tamamoto compare dal 1905 al 1923 in almeno tredici produzioni di Broadway.
L'attore morì a New York il 28 settembre 1924, all'età di quarantacinque anni.

## Filmografia
- Paid in Full, regia di Augustus E. Thomas (1914)
- The Price of the Necklace, regia di Charles Brabin - cortometraggio  (1914)
- The Cat's Paw, regia di Frederick Sullivan (1914)
- The Man Who Disappeared, regia di Charles Brabin - serial (1914)
- A Hunted Animal, regia di Charles Brabin - cortometraggio (1914)
- The Double Cross, regia di Charles Brabin - cortometraggio (1914)
- Three Knaves and a Heathen Chinee, regia di Charles H. France - cortometraggio (1914)
- The Adventure of the Missing Legacy, regia di Charles M. Seay - cortometraggio (1914)
- A Deal in Statuary, regia di Charles M. Seay - cortometraggio (1914)
- One Touch of Nature, regia di Ashley Miller - cortometraggio (1914)
- The Mystery of the Octagonal Room, regia di George Lessey - cortometraggio (1914)
- The Mystery of the Glass Tubes, regia di Ben F. Wilson - cortometraggio (1914)
- Greater Love Hath No Man, regia di Richard Ridgely - cortometraggio (1914)
- On the Isle of Sarne, regia di Richard Ridgely - cortometraggio (1914)
- The Vanishing of Olive, regia di Richard Ridgely - cortometraggio (1914)
- The Mission of Mr. Foo, regia di John H. Collins (1915)
- Chinks and Chickens, regia di Charles Ransom (1915)
- Black Eyes, regia di Will Louis (1915)
- The Mystery of Room 13, regia di George Ridgwell (1915)
- Roses of Memory, regia di Edward C. Taylor (1915)
- Blade o' Grass, regia di Burton George (1915)
- The Innocence of Ruth, regia di John H. Collins (1916)
- When Love Is King, regia di Ben Turbett (1916)
- The Straight Way, regia di Will S. Davis (1916)
- The Wall Invisible, regia di Bernard J. Durning (1918)
- Her Husband's Honor, regia di Burton L. King (1918)
- The Silent Woman, regia di Herbert Blaché (1918)
- The Sea Waif, regia di Frank Reicher (1918)
- The Great Victory, Wilson or the Kaiser? The Fall of the Hohenzollerns, regia di Charles Miller (1919)
- The Unwritten Code, regia di Bernard J. Durning (1919)

## Spettacoli teatrali
- The Heir to the Hoorah
- The Offenders
- An American Widow
- The Inferior Sex
- Kismet (Broadway, 25 dicembre 1911- giugno 1912)
- Miss Phoenix
- The Woman on the Index
- Toby's Bow di John Taintor Foote (Broadway, 10 febbraio 1919)
- Near Santa Barbara
- Gold
- The Man's Name
- Thin Ice
- The Crooked Square